# Amuleto (romanzo)
Amuleto (titolo in lingua originale Amuleto) è un romanzo dello scrittore cileno Roberto Bolaño, uscito in originale nel 1999, in Italia nel 2001 edito da Mondadori, successivamente nel 2011 da Adelphi con una nuova traduzione. Nel libro la protagonista e voce narrante rivive una serie di incontri passati e futuri con poeti ed artisti a Città del Messico, durante la sua forzata reclusione nei bagni dell'università, conseguente alla violenta irruzione delle forze dell'ordine del 18 settembre 1968. Nella narrazione spazio e tempo si intrecciano ripetutamente, non permettendo mai di individuare confini precisi tra ricordi, visioni, sogni e realtà.
Il romanzo nasce da un capitolo del romanzo precedente di Bolaño, I detective selvaggi, in cui appare la stessa storia con la stessa protagonista, ma in forma più breve.

## Trama
Auxilio Lacouture è arrivata a Città del Messico dall'Uruguay intorno al 1965, oramai non più giovane e senza essere spinta da alcun motivo particolare, per rimanerci e diventare, forse, la madre della poesia messicana. Vivendo di impieghi saltuari e di ospitalità, ha conosciuto tutti i poeti, i giovani ed i vecchi, lavorando per loro, ispirandoli e accompagnandoli lungo le notti ai bar della capitale di quel paese vivo e vitale. E per avventura e sventura si trovava nei bagni della facoltà di Lettere e Filosofia dell'Università Nazionale Autonoma del Messico il 18 settembre 1968, quando i reparti militari antisommossa entrarono e portarono via tutti, tranne lei. In quel bagno Auxilio decide di resistere, in nome di chi non ha potuto farlo e per la loro poesia, e lo fa per tredici giorni. In questi giorni si ritrova a ripercorrere il suo passato ed il suo futuro, incontrando le persone che ha conosciuto e che conoscerà, in un flusso di ricordi, visioni, o forse sogni, che annullano ogni demarcazione di spazio e tempo. Rivede così l'amica Elena ed il suo breve amore, ritrova Arturo Belano, il più giovane dei poeti giovani, il suo preferito, scomparso nelle peregrinazioni per la sfuggente e crudele America Latina, e poi ricomparso in un triste ritorno, inseguito da un mito in parte fasullo, costruito dalla stessa narratrice. Incontra anche la pittrice Remedios Varo, che non ha mai conosciuto, per poi ritrovarsi in compagnia della poetessa Lilian Serpas e dei disegni del figlio Coffeen, che ha l'occasione di andare a trovare, ricevendone in cambio un messaggio enigmatico. E le visioni si spingono oltre, fin dove la poesia giunge, per tornare infine in quel bagno da cui alla fine Auxilio viene salvata. Ma qualcosa sembra essere rimasto da quella strana esperienza, una visione che si riallaccia a quelle vissute, che contiene forse una speranza, un amuleto.

## Edizioni
- Roberto Bolaño, Amuleto, traduzione di Pierpaolo Marchetti, Mondadori, 2001  [1999], ISBN 978-88-044-8700-5.
- Roberto Bolaño, Amuleto, traduzione di Ilide Carmignani, Adelphi, 2010  [1999], ISBN 978-88-459-2501-6.